# 少毛横蒴苣苔
少毛横蒴苣苔（学名：Beccarinda paucisetulosa）为苦苣苔科横蒴苣苔属下的一个种。其种加词“Paucisetulosa”意为“有少量细刚毛的”。